# Władysław Śliwiński (pilot)
Władysław Kazimierz Śliwiński (ur. 3 kwietnia 1922 w Wilnie, zm. 15 lutego 1951 w Warszawie) – porucznik pilot Polskich Sił Powietrznych w Wielkiej Brytanii, kawaler Krzyża Srebrnego Orderu Wojennego Virtuti Militari.

## Życiorys

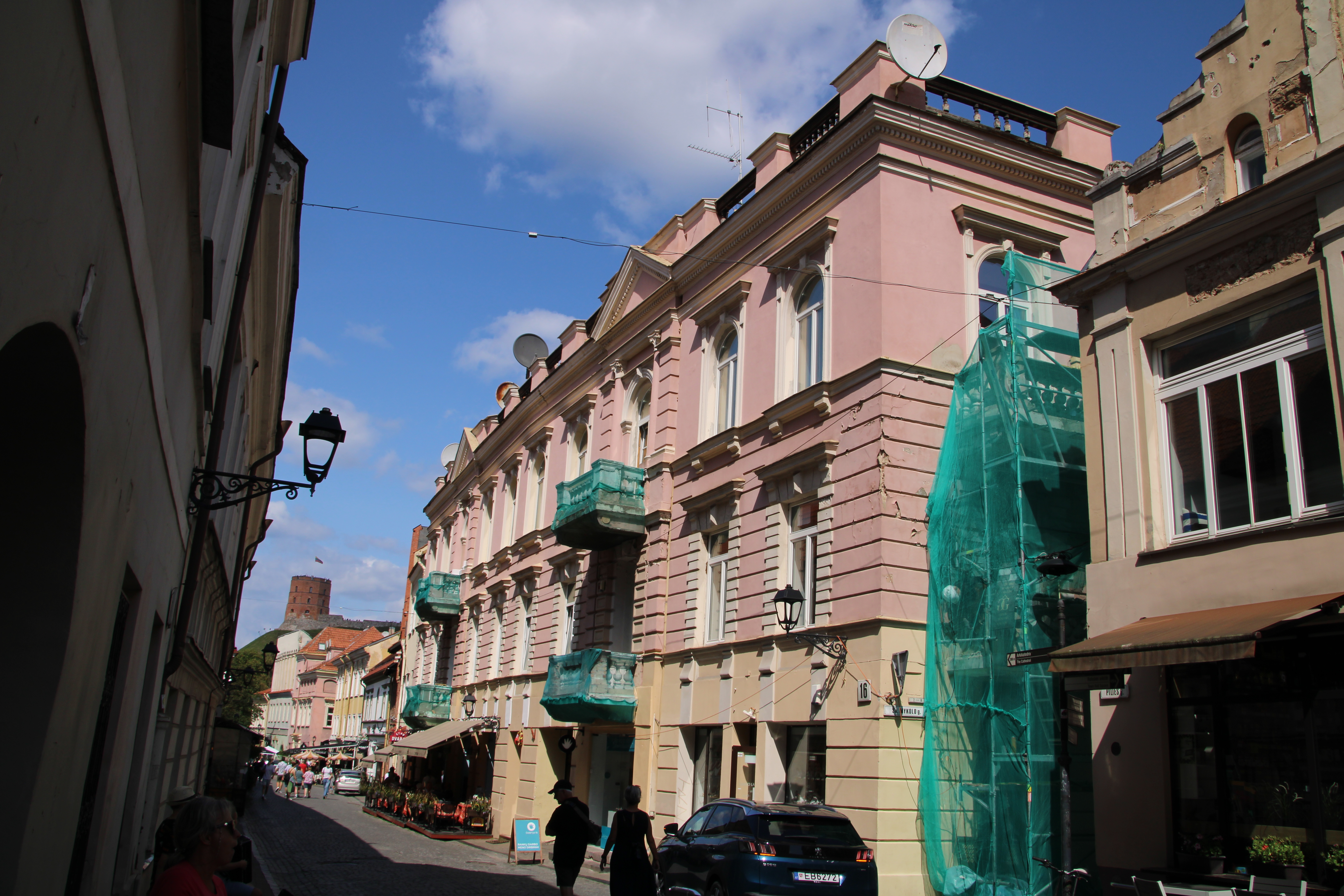
Miejsce urodzenia Władysława Śliwińskiego

Urodził się w rodzinie Antoniego (1897–1940), majora broni pancernych Wojska Polskiego, i Katarzyny z Mączyńskich (zm. 1944), urzędniczki Banku Rolnego. W 1924 roku jego rodzina przeprowadziła się do Warszawy, gdzie od 1931 r. uczęszczał do szkoły powszechnej, a w maju 1939 roku zdał egzamin maturalny w Prywatnym Gimnazjum Męskim Towarzystwa Szkoły Mazowieckiej. W 1938 r. odbył przeszkolenie lotnicze odbył w ramach Przysposobienia Wojskowego oraz w Aeroklubie Warszawskim. Do końca sierpnia wylatał 36 godzin na samolocie RWD-8. W kampanii wrześniowej walczył jako żołnierz piechoty w obronie  Warszawy. Trafił do niewoli, ale wkrótce z niej zbiegł.
Po zakończeniu działań wojennych w grudniu 1939 roku przedostał się do Wilna, skąd przez Szwecję trafił do Francji i został skierowany 1 marca 1940 roku do polskiego ośrodka szkolenia lotników w Lyon-Bron. Po upadku Francji został ewakuowany do Wielkiej Brytanii, gdzie dotarł 22 czerwca 1940 roku. Zgłosił się do służby w Polskich Siłach Powietrznych, otrzymał numer służbowy RAF 782336 (po awansie na oficera zmieniony na P-2213). 1 lipca trafił do obozu przejściowego w Glasgow, skąd został skierowany na szkolenie lotnicze w Blackpool. 1 sierpnia 1941 roku został skierowany do 15 Elementary Flying Training School w Carlisle na kurs pilotażu.
Szkolenie lotnicze zakończył 13 sierpnia 1942 roku i dzień później został skierowany na dalsze szkolenie do 8 Service Flying Training School w Montrose. Po jego zakończeniu otrzymał awans na angielski stopień sierżanta. Został skierowywany do 6 Anti Aircraft Co-operation Unit (AACU) w bazie Clark, gdzie zajmował się holowaniem celów dla artylerii przeciwlotniczej. Następnie został skierowany na kontynuację szkolenia do 58. Operational Training Unit (OTU) w Grangemouth. W październiku ukończył kurs i otrzymał przydział do dywizjonu 306. W grudniu 1942 roku został skierowany do Szkoły Podchorążych Piechoty i Kawalerii Zmotoryzowanej w Auchtermuchty. Po jej ukończeniu otrzymał awans na podporucznika i wrócił do dywizjonu 306. 24 maja 1943 roku otrzymał przydział do dywizjonu 302. 9 sierpnia został przeniesiony do dywizjonu 303. 
6 września 1943 roku, podczas lotu na akcję Ramrod, zestrzelił samolot Focke-Wulf Fw 190. Był to dwusetny samolot zniszczony przez dywizjon 303. W nagrodę Śliwiński otrzymał pamiątkowy zegarek z wygrawerowanym napisem: „Podporucznikowi Śliwińskiemu W. za zestrzelenie 200-go samolotu npla - koledzy z 303-Dyonu. 6.9-43", który wręczono mu 29 września w Londynie. Podczas uroczystości byli obecni przedstawiciele Rządu Rzeczypospolitej Polskiej na uchodźstwie (Minister Obrony Narodowej gen. Marian Kukiel i Minister Informacji i Dokumentacji Stanisław Kot), lotnictwa amerykańskiego mjr gen. Kepner, lotnictwa brytyjskiego Air Marshal Sir Trafford Leigh Mallory, Air Vice-Marshal Arthur Sanders i Air Commodore Frank Beaumont. Na uroczystość przybył też Inspektor Lotnictwa płk dypl. pil. Mateusz Iżycki, oficjalne życzenia nadesłał Wódz Naczelny Polskich Sił Zbrojnych gen. broni Kazimierz Sosnkowski. 8 września 1943 roku Śliwiński został awansowany na stopień porucznika.    

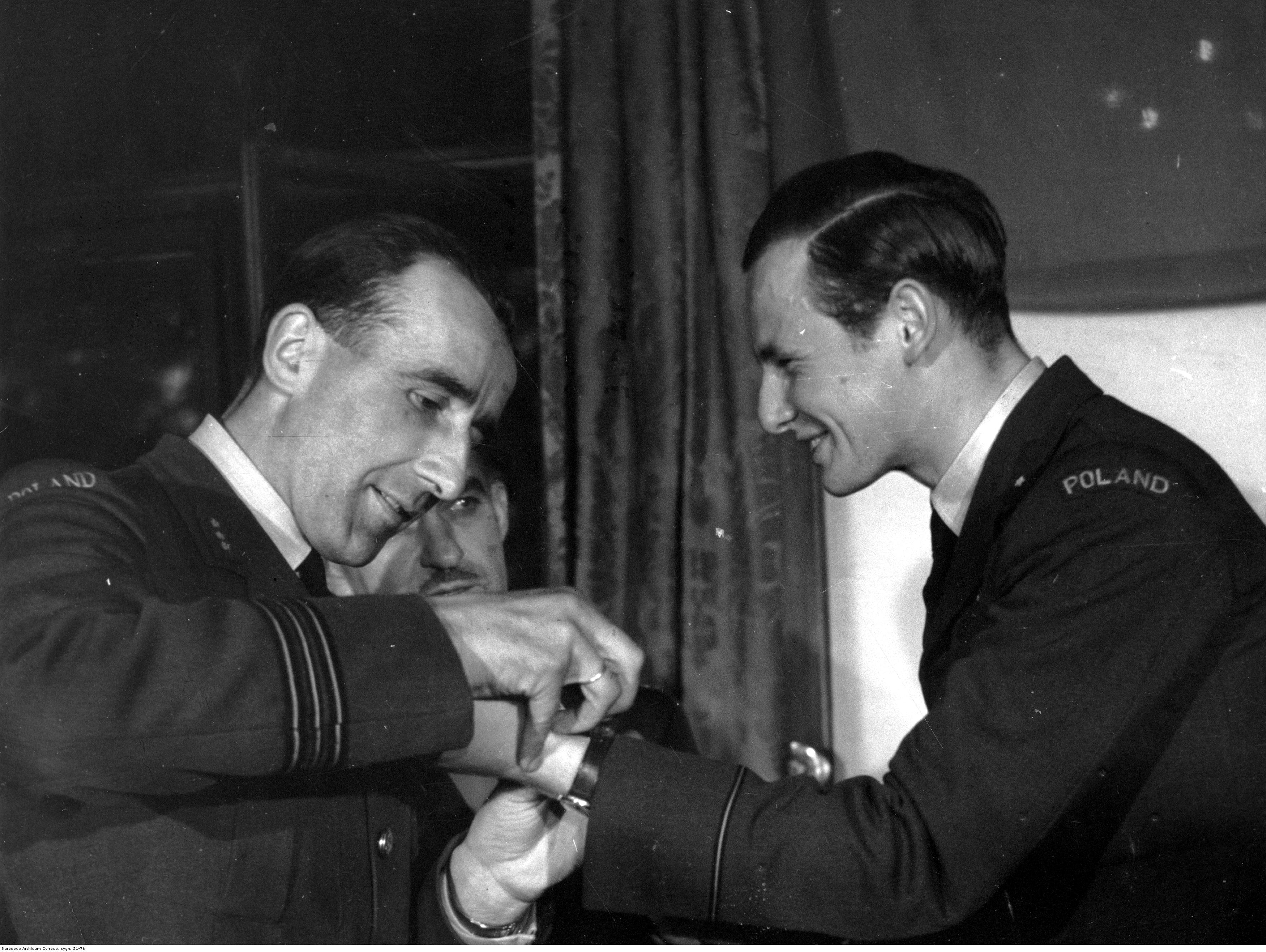
Jan Falkowski, dowódca dywizjonu 303 wręcza złoty zegarek Władysławowi Śliwińskiemu

20 października 1943 roku powrócił do Dywizjonu 302, a 28 grudnia został awansowany na stopień RAF Flying Officer (F/O). W składzie tego dywizjonu brał udział w osłanianiu operacji Overlord i walk w Normandii. Podczas lotów bojowych wyróżnił się odwagą i opanowaniem, co opisał 1 września 1944 roku jego dowódca kpt. pil. Marian Duryasz we wniosku o odznaczenie go Krzyżem Srebrnym Orderu Virtuti Militari. 22 września 1944 roku odszedł na odpoczynek.
23 listopada 1944 roku przeszedł przeszkolenie na samolotach P-51 Mustang w 3 Tacticl Exercise Unit w Chedworth i został skierowany do Dywizjonu 316, gdzie latał do zakończenia wojny. W czasie II wojny światowej wykonał łącznie 173 loty bojowe i 31 lotów operacyjnych. 16 czerwca 1945 roku został przydzielony, na własną prośbę, do lotnictwa transportowego i od 5 września latał w Azji i w Indiach jako pilot 229. Grupy Transportowej.
Z powodu choroby został 3 stycznia 1946 roku przeniesiony na teren Wielkiej Brytanii i przydzielony do dywizjonu 309. W lutym 1947 roku podjął decyzję o odejściu z Polskich Sił Powietrznych i repatriację do Polski. W tym czasie skontaktował się z nim płk. Leon Bortnowski, który zaproponował mu pracę na rzecz wywiadu rządu RP na uchodźstwie i stworzenie w Polsce siatki agenturalnej. Do kraju dotarł 22 lipca 1947 roku na pokładzie statku „Eastern Prince”. Sprowadził też do Polski żonę, Myrę z domu Kirkman primo voto Chadwick. Początkowo zamieszkał z żoną w Milewku, ale w sierpniu 1947 roku przeprowadzili się do Warszawy i zamieszkali przy ul. Filtrowej. Posiadane środki finansowe zainwestował w zakład rzemieślniczy. W styczniu 1948 roku urodził się ich syn Stefan.

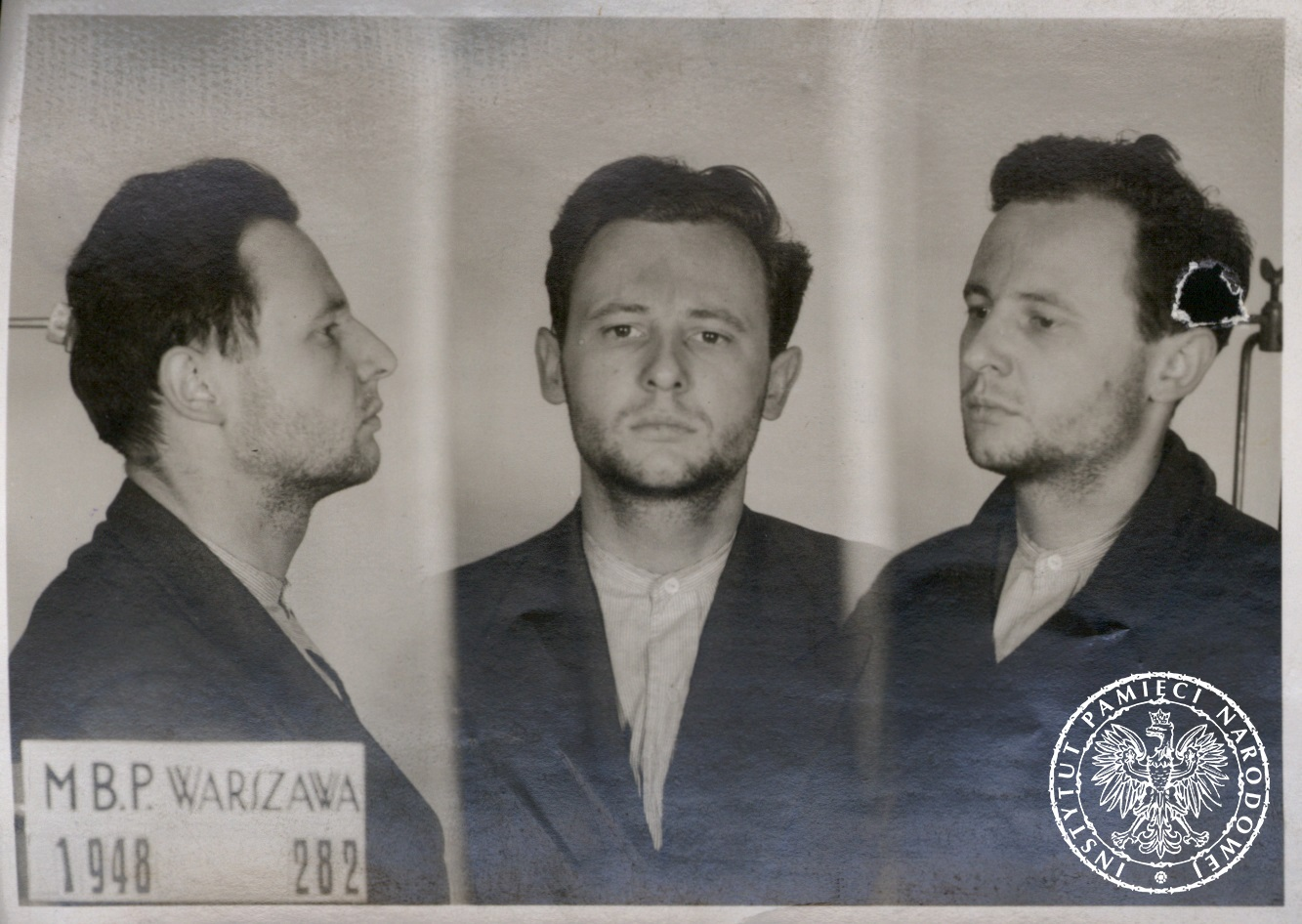
Władysław Śliwiński po aresztowaniu przez Ministerstwo Bezpieczeństwa Publicznego

4 czerwca 1948 roku został aresztowany i oskarżony o szpiegostwo na rzecz Wielkiej Brytanii, osadzony w więzieniu mokotowskim i poddany brutalnemu śledztwu. Na podstawie informacji zebranych w jego trakcie aresztowano dalszych kilkunastu byłych lotników PSP (m.in. Stanisława Skalskiego i Tadeusza Nowierskiego) i postawiono im fałszywe zarzuty. Wyrokiem Wojskowego Sądu Rejonowego w Warszawie z 29 lipca 1950 roku Śliwiński został skazany na karę śmierci, wyrok został wykonany 15 lutego 1951 roku. Wyrok został unieważniony postanowieniem Sądu Warszawskiego Okręgu Wojskowego w Warszawie z 18 czerwca 1993 roku. Żona została skazana na karę 6 lat więzienia. Przebywała w więzieniu w Fordonie, z którego została zwolniona w 1955 roku. Wyszła ponownie za mąż i jeszcze przez pewien czas przebywała w Polsce, ostatecznie powróciła do Wielkiej Brytanii.
Na liście Bajana został sklasyfikowany na pozycji 300. z jednym potwierdzonym zestrzeleniem.
Jego ciało nie zostało dotychczas odnalezione. Został upamiętniony na tablicy umieszczonej na murach mokotowskiego aresztu śledczego przy ulicy Rakowieckiej 37.

## Ordery i odznaczenia
- Krzyż Srebrny Orderu Virtuti Militari nr 10783[5]
- Krzyż Walecznych (dwukrotnie)[2]
- Medal Lotniczy (dwukrotnie)[2]
- Polowa Odznaka Pilota